# Abdelmoumen Ould Kaddour
Abdelmoumen Ould Kaddour, né le 26 septembre 1951 à Tlemcen, est un chef d'entreprise algérien. Il est nommé président-directeur général du groupe Sonatrach en mars 2017, il est démis de ses fonctions le 24 avril 2019.
En 2022, il est condamné à 10 ans de prison ferme pour « dilapidation de fonds publics, abus de fonction et conflit d’intérêts et privilège d’un tiers dans un marché public » lors de son passage à la tête de Sonatrach.

## Biographie
Abdelmoumen Ould Kaddour né le 26 septembre 1951 à Tlemcen, après les études secondaires, il rentre à l'École nationale polytechnique d'Alger d'où il sort diplôme ingénieur d'État en génie chimique. Il a émigré aux États-Unis à l'âge de 24 ans, il s'inscrit au prestigieux Massachusetts Institute of Technology (MIT), il est diplômé d'un master en génie chimique le 20 septembre 1979 et d'un diplôme d'ingénieur chimiste le 20 février 1980, diplôme professionnel octroyé par le MIT dans le domaine de l'ingénierie.
En 1992, il fonde la société Condor Engineering Spa, une société de conception et de développement par ordinateur, dont il devient le président-directeur général.
En 1993, il est nommé président-directeur général de Brown & Root-Condor, société par actions Algéro-américaine (51 % détenue par Sonatrach et 49 % par Brown & Root). En 2005, il devient le président du conseil d'Administration de BRC-Construction (BRC-C) à la suite de l'acquisition de 70 % du capital de l'Entreprise de construction bâtiments d'El Achour (ESCB).

## Affaires judiciaires
L'histoire du PDG de Sonatrach, Abdelmoumen Ould Kaddour, n'a jamais cessé de défrayer la chronique depuis l'affaire BRC et ses affaires troublantes dont on ne connaît pas la genèse exacte. Cependant, le premier grief retenu contre l’ex-patron de l'entreprise algéro-américaine BRC est cette fameuse affaire d’espionnage rapportée par l'ensemble des médias algériens.
Une affaire au cours de laquelle Abdelmoumen Ould Kaddour, nommé à la tête de Sonatrach depuis mars 2017, a été accusé d'espionnage au profit de puissances étrangères. Une grave accusation qui lui a valu le 26 novembre 2007 une condamnation à une peine de 30 mois de prison ferme. Déféré devant le tribunal militaire de Blida, Abdelmoumen Ould Kaddour a été placé sous mandat de dépôt à partir du 17 mars 2007.
Le 23 avril 2019, alors qu'il y a en Algérie, à la suite des manifestations et événements de l'hiver 2019, une multiplication des enquêtes pour corruption et une "purge" dans le milieu des affaires algériens, Abdelmoumen Ould Kaddour est limogé de la présidence de Sonatrach par le Chef de l’État algérien par intérim, Abdelkader Bensalah,.
Le 20 mars 2021, Abdelmoumen Ould Kaddour est arrêté aux Émirats arabes unis à la suite d'un mandat d'arrêt international émis par la justice algérienne concernant deux affaires de corruption. L’une relative à l’acquisition de la raffinerie d’Augusta en Italie et l'autre concernant des marchés octroyés de gré à gré ainsi que de la surfacturation. Il a été libéré sous caution quelques jours plus tard, avec interdiction de quitter le territoire émirati et le retrait de son passeport.
Vers le 16 juin 2021, les autorités émiraties, liées par une convention d’entraide judiciaire avec l'Algérie, ont finalement répondu favorablement à la demande d'extradition de Abdelmoumen Ould Kaddour déposée par la justice algérienne.
Le 4 août 2021, Abdelmoumen Ould Kaddour est extradé par les Émirats arabes unis vers l'Algérie. Il est réceptionné à la base aérienne de Boufarik par la police algérienne.
En novembre 2022, il est condamné à 15 ans de prison ferme par la justice algérienne dans l'affaire du rachat de la raffinerie d'Augusta. Accusé de « dilapidation de fonds publics, abus de fonction et conflit d’intérêts et privilège d’un tiers dans un marché public », il doit aussi s'acquitter d'une amende de 1 million de dinars (6 900 euros). En compagnie de deux autres prévenus, un ex directeur commercial et un ex cadre de Sonatrach, il doit également payer une amende de 600 millions de dinars (4,1 millions d'euros) au Trésor Public et une autre de 100 millions de dinars (690 000 euros) à Sonatrach en guise de dommages et intérêts. Les avocats de la défense ont de leur côté insisté sur la rentabilité de la raffinerie au cours des dernières années et estiment que l'accusation ne repose sur aucun fondement. Sa peine est ramenée à 10 ans le 29 décembre 2022.
Lors de son procès en appel en avril 2023, sa peine de 10 ans de prison ferme est confirmée.
Son fils, Nassim Ould Kaddour est condamné à dix ans de prison par contumace, la justice algérienne lui reprochant de détenir 54 millions de dollars détournés par son père. Comme il vit en France, un mandat d’arrêt international est émis à son encontre.

## Affaire Lord Energy
Abdelmoumen Ould Kaddour a été licencié le 23 avril 2019, à la suite d'un discours du général Ahmed Gaïd Salah, dans lequel ce dernier avait déclaré que l'affaire de corruption impliquant Kaddour serait prochainement instruite,[source insuffisante]. Cette affaire concerne une affaire de corruption impliquant plusieurs dirigeants de la Sonatrach et Hazim Nada, le directeur de Lord Energy, une entreprise de trading basée en Suisse.
L'entreprise de trading Lord Energy est, selon les médias, liée à l'organisation des Frères musulmans. Le dirigeant de Lord Energy, Hazim Nada serait le fils d'un cadre des Frères musulmans considéré proche d'Al Qaïda, tandis que l'un de ses employés, Davide Piccardo, serait connu pour ses idées extrémistes.